# Finn Mickelborg
Finn Mickelborg (* 8. Oktober 1932; † 25. Juli 2007 in Kopenhagen) war dänischer Maler und Jazzmusiker (Trompete, Mellophon).

## Leben und Arbeit

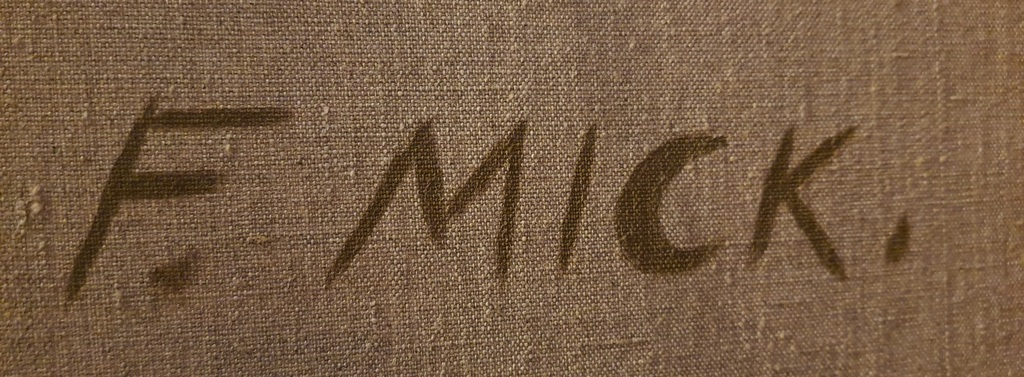

Nach seiner Ausbildung zum Automechaniker wurde Mickelborg 1957 in die Kunstgewerbeschule von Bamse Kragh-Jacobsen aufgenommen. Hier freundeten sich beide an und Mickelborg absolvierte eine fünfjährige  Kunstausbildung.  
Er begann als Surrealist und übertrug sein Schaffen auf konstruktive Malerei. Währenddessen entdeckte er die Möglichkeiten der Spritzpistole und modulierte Farben nach zwei Kategorien. Entweder gestaltete er große und dunkle „Weltraumlandschaften“ oder arbeitete mit Schwarz-Weiß-Linien, die dem Betrachter eine optische Täuschung verleihen. 
Mickelborg war 1976 Mitbegründer der Künstlergruppe von New Abstraction und trat 1984 der Künstlervereinigung Grønningen bei, deren Vorsitz er ab 1990 begleitete. Zudem beriet er den Statens Kunstfond, wurde Mitglied des Akademie Rats und des Künstlerverbandes Samråd. 1988 erhielt er die Eckersberg-Medaille, wurde mehrfach vom Statens Kunstfond ausgezeichnet und erhielt unter anderen den Sødrings-Preis sowie den LO-Kulturpreis.
Seine Werke wurden in Stockholm, Dänemark und Paris ausgestellt.

## Werke

### Kunstwerke
- Untitled
- Modulations
- Compositions
- No. 1870

### Alben
- 1990 - Mellophonium Jazz - Olufsen Records